# Nelson Polanía
Nelson Polanía Garzón  (Bogotá, 9 de febrero de 1972) es un humorista y actor colombiano, reconocido por ser parte del elenco del programa de comedia Sábados felices desde 1996.

## Biografía
Apareció por vez primera en la televisión colombiana cómo participante en el programa Domíngusimo en 1990, luego 
se presentó en el programa de humor Sábados felices en 1996, inicialmente como concursante. Tras ganar el certamen fue incluido en el elenco regular del programa, siendo conocido con el apodo de Polilla.
También ha integrado el elenco del popular programa radial La luciérnaga como imitador. En la década de 2010, Polanía empezó a desempeñarse como actor en películas de humor colombianas, de las que destacan Nos vamos pa'l mundial (2014), Se nos armó la gorda (2015), Se nos armó la gorda al doble (2016) y Si saben cómo me pongo ¿pa' qué me invitan? (2018).
Se casó en 1997 con Fabiola Posada, actriz y humorista que conoció en el set de grabación de Sábados felices y quien falleció en septiembre de 2024. La pareja tiene un hijo, Nelson David Polanía.

## Filmografía

### Cine y televisión
- 2021 - No me echen ese muerto[5]
- 2019 - Feo pero sabroso
- 2018 - Si saben como me pongo ¿pa' qué me invitan?
- 2018 - Y nos fuimos pa'l mundial
- 2017 - El show de Cejas Pobladas
- 2017 - ¿En dónde están los ladrones?
- 2016 - Se nos armó la gorda al doble: Misión Las Vegas
- 2015 - Se nos armó la gorda
- 2014 - Nos vamos pa'l mundial
- 1996-presente - Sábados felices
- 1990 - Dominguisumo